# Моргунова, Нина Михайловна
Ни́на Михайловна Моргуно́ва (род. 1 января 1951, Боровское, Ворошиловградская область), в замужестве Бе́лая — советская легкоатлетка, специалистка по бегу на средние дистанции. Выступала за сборную СССР по лёгкой атлетике в первой половине 1970-х годов, победительница первенств всесоюзного и республиканского значения, участница летних Олимпийских игр в Мюнхене. Представляла Ворошиловград и спортивное общество «Колос».

## Биография
Нина Моргунова родилась 1 января 1951 года в посёлке Боровское, Ворошиловградской области Украинской ССР.
Занималась бегом в Ворошиловграде, представляла добровольное спортивное общество «Колос».
Первого серьёзного успеха на всесоюзном уровне добилась в сезоне 1972 года, выиграв серебряную медаль в беге на 800 метров на чемпионате СССР в Москве — уступила здесь только Ниёле Сабайте из Вильнюса. Попав в основной состав советской национальной сборной, удостоилась права защищать честь страны на летних Олимпийских играх в Мюнхене — в программе бега на 800 метров сумела дойти до стадии полуфиналов.
В 1974 году на чемпионате СССР в Москве в дисциплине 800 метров обошла всех своих соперниц и завоевала золотую медаль. Принимала участие в чемпионате Европы в Риме, где в той же дисциплине стала шестой.
В 1975 году одержала победу в беге на 800 метров на чемпионате страны в рамках VI летней Спартакиады народов СССР в Москве. Будучи студенткой, представляла Советский Союз на летней Универсиаде в Риме, где тоже была лучшей на восьмисотметровой дистанции. Также на соревнованиях в Москве показала лучший результат мирового сезона и установила рекорд Украинской ССР в беге на 1500 метров — 4:06,0.